# Toirão-pequeno
O Toirão-pequeno (Turnix velox) é uma espécie de Turnicidae, parte de uma pequena família de aves que se assemelham. A espécie é encontrada na Austrália. A espécie é encontrada em habitats de pastagem.
A fêmea é uma cor pálida não marcada abaixo, e marrom-palha acima com listras brancas; o macho é semelhante, mas menos bem marcado. A espécie tem um grande bico pálido e olhos pálidos.